# ウエグロ・ドス・サントス・ネリス
ネリス（Neris）こと、ウエグロ・ドス・サントス・ネリス（Hueglo dos Santos Neris 、1992年6月17日 - ）は、ブラジル・トゥクルイ出身のプロサッカー選手。クルゼイロEC所属。ポジションは、ディフェンダー。

## タイトル

### サンタクルス
- タッサ・シコ・サイエンス: 2016
- コパ・ド・ノルデスチ: 2016
- カンピオナート・ペルナンブカーノ: 2016